# Montagnes russes en métal

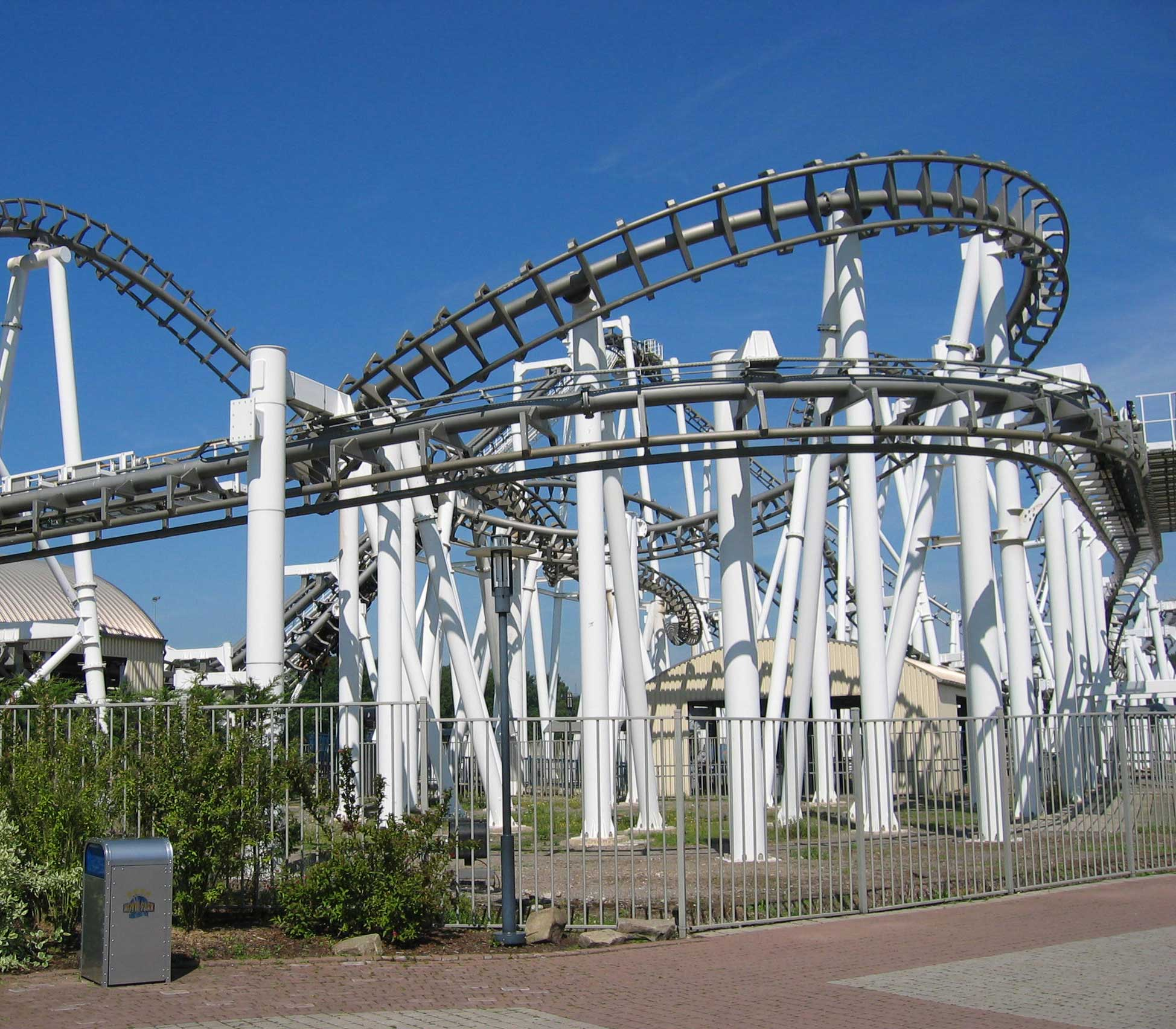
MP Xpress à Movie Park Germany.

Les montagnes russes en métal (souvent nommées par le terme anglais Steel Coaster) sont, comme leur nom l'indique, des montagnes russes possédant la particularité d'être entièrement constituées d'acier. Il s'agit du modèle le plus courant de montagnes russes car elles sont particulièrement résistantes et nécessitent peu d'entretien,.
Leurs créateurs utilisent la facilité de mise en œuvre de l'acier pour créer des tracés audacieux, qui contiennent fréquemment des inversions. Ces inversions sont pratiquement inexistantes avec celles fabriquées en bois.